# Victor Manuel Contreras
 (janvier 2019).
Si vous disposez d'ouvrages ou d'articles de référence ou si vous connaissez des sites web de qualité traitant du thème abordé ici, merci de compléter l'article en donnant les références utiles à sa vérifiabilité et en les liant à la section « Notes et références ».
Victor Manuel Contreras est un sculpteur mexicain né le 6 août 1941 à Atoyac, dans l'État de Jalisco au Mexique et mort le 25 mai 2023. Il est l'auteur de nombreuses œuvres exposées dans des lieux publics, des musées et des institutions officielles et privées au Mexique, aux États-Unis et en Europe. Il réside actuellement à Cuernavaca, Morelos, Mexique.

## Biographie
C’est en 1956, que Victor Manuel Contreras commence à étudier la peinture et la sculpture à l'Académie San Carlos (Mexique). L’année suivante il intègre l'Institut d'Art Moderne de New-York (États-Unis), avant de finaliser sa formation en Europe de 1958 à 1964. Durant cette période il suit des cours à la Der Kunst Academy de Munich (Allemagne), à l'Académie des Beaux-Arts de Brera à Milan (Italie) puis à l'École nationale supérieure des beaux-arts de Paris (France).
Dès lors, il commence à concevoir des sculptures en bois, en terre-cuite et en bronze, c’est d’ailleurs avec l’une d’entre elles, intitulée L’ouvrier qu’il gagne en 1963 le premier prix de sculpture à l’École nationale supérieure des beaux-arts de Paris (France), sous les yeux attentifs de son maître Olivier Picard (1897-1974). C'est lors de ce séjour à Paris qu'il rencontre le prince Félix Youssoupov, célèbre aristocrate russe et assassin de Raspoutine et qu'il devient proche de la célèbre artiste Tamara de Lempicka. Il avait précédemment réalisé en 1961 une œuvre intitulée  Le Vagabond et en 1962 une sculpture en bas-relief portant le nom de la Famille. 
C’est à partir de 1964 qu’il organise régulièrement des expositions collectives à Rotterdam, à Amsterdam, à Milan et à Paris. Entre 1965 et 1972, il devient directeur des activités culturelles de l’université autonome de Morelos (Mexique). Puis au sein de l’université autonome de Guerrero (Mexique) il fonde un Musée d’Art contemporain indépendant, qui se trouve être le plus important du pays après celui de Mexico. C’est dans ce cadre qu’il organise sept manifestations culturelles importantes, présentées à Cuernavaca, Chilpancingo, Taxco et Acapulco. Ces évènements eurent un rayonnement international avec la participation des États-Unis, du Mexique, de la France, de la Belgique, de l’Italie, du Danemark, de l’URSS, de la Chine, du Japon et d’autres pays d’Amérique latine. A la même époque, il accède au poste de directeur artistique de la revue publiée par l’université, puis enseigne l’histoire de l’Art et la civilisation française dans cette même université aux élèves de droit et de sciences sociales. 
C’est à cette époque que Victor Manuel Contreras présente ses œuvres dans le cadre de sa première exposition personnelle à la Maison de l'Amérique latine à Paris, puis à l’Institut Italo-Latino-Américain de Rome, où il expose des peintures à l’huile, des aquarelles et des dessins. En 1971, il organise avec d’autres artistes contemporains une exposition collective à Londres, puis à Bruxelles.  
L’année 1972 est marquée par la création de sa première œuvre monumentale en fer forgé pour la façade du palais gouvernemental de Chilpancingo, capitale de l’État de Guerrero (Mexique). Cette sculpture conçue comme un bas-relief mesure vingt mètres de haut sur quatre mètres de large et symbolise « la projection de l’homme vers le futur à travers son labeur ». L’année suivante, à la demande du gouvernement mexicain, il exécute dans le même lieu le blason de l’État de Guerrero. 
De 1974 à 1979, il forge successivement plusieurs œuvres importantes, dont Le Christ sur la croix exposé à Washington (États-Unis), mais aussi L’Origine qui trouve sa place à New-York, avec laquelle il gagne le Premier prix d’œuvre monumentale. Le Bien et le Mal est destiné au Palais de Justice Hamilton à Chattanooga dans l’état du Tennessee, il s’agit d’une commande d’État passée à l’artiste à l’occasion de la commémoration l’Indépendance des Etats-Unis. Puis viennent Le bateau du temps, La naissance de Mexico, Les mains de Dieu pour l’Université du Tennessee, L’Allégorie Préhispanique pour la collection Gould aux États-Unis, La Sculpture à la Paix, inaugurée par le président mexicain José Lopez Portillo, pour l’entrée nord de la ville de Cuernavaca dans l’Etat de Morelos. Toutes ces œuvres monumentales furent réalisées et patinées à la main par l’artiste en bronze ou en fer forgé. Mais la pièce la plus magistrale de l’œuvre de Victor Manuel Contreras est certainement cette sculpture intitulée L’Unité Humaine, qui fut inaugurée officiellement pour l’Organisation des Nations-Unies à New-York.  
En 1980 il dévoile au public sa nouvelle création portant le nom d’Énergie Infinie qui fut placée au Center for the Performing Arts de Denver, Colorado, États-Unis. Il crée également un groupe de cinq œuvres en bronze pour la Place Tapatia à Guadalajara, qu’il intitule L’immolation de Quetzalcoatl, considérée comme la sculpture forgée à la main la plus haute du monde, avec une figure centrale mesurant vingt-cinq mètres de haut, et chacune des quatre allégories dépassant les huit mètres de haut. 
De 1982 à 1989 il réalise plusieurs sculptures importantes dont La dualité infinie pour la collection E. Worsham (USA), Les oiseaux de la Liberté, représentant quatre aigles en vol, pour le SASA Center de San Antonio, Texas (USA), le Vol infini pour la ville de New York (USA) et La création de l’Homme pour une collection privée à Paris (France). 
En 1998, il est nommé Chevalier de l’Ordre de Saint-Jean-de-Jérusalem à Saint-Pétersbourg (Russie), en récompense de sa contribution à la scène artistique internationale. La même année, Victor Manuel Contreras réalise un monument en l’honneur du célèbre journaliste et poète mexicain Mauricio Gonzalez de la Garza (1923-1995), et une œuvre dédiée à Sonia de la Rozière, auteur d’origine française décédé à Cuernavaca en 1997. Toujours en 1998, l’Université d’État de Morelos lui rend hommage pour son engagement dans la diffusion de la Culture et des Arts du Mexique. 
En 1999, il fonde l’Alliance Française de Cuernavaca qu’il continue à présider encore aujourd’hui. Il participe l’année suivante à la création de la Fondation Guggenheim de Mexico et de Guadalajara. 
Deux ans plus tard il sculpte Vol Infini, une œuvre en bronze, pour le Musée Storm King Art Center à Mountainville, dans l’état de New-York. Grâce à cette réalisation Victor Manuel Contreras se trouve être le premier artiste latino-américain représenté dans ce musée de sculpture, considéré comme le plus important du monde.
En 2008, il inaugure à Cuernavaca sa dernière œuvre monumentale portant le nom Le Vaisseau du Temps, ainsi que L’Origine de l’Humanité, en présence du Docteur James Watson, Prix Nobel de Sciences (1962). La même année il réalise à la main, Oiseaux en Vol, puis en 2010 il commence l’ébauche d’une nouvelle œuvre monumentale intitulée La Terre qu’il acheva en 2012.
L’année 2017 est celle de la consécration pour cet artiste devenu célèbre de par le monde avec la remise, à titre honorifique, d’une distinction par l’UNESCO pour sa contribution artistique et ses succès professionnels. Le président de l’UNESCO–WFUCA déclare le 7 juillet de la même année que l’œuvre monumentale de Victor Manuel Contreras nommée L’immolation de Quetzacoatl est un héritage culturel et artistique pour l’humanité.

## Autres
Distingué et reconnu pour son travail, ses œuvres et son action culturelle à de nombreuses reprises, il a reçu tout au long de sa brillante carrière les plus importants honneurs et distinctions au Mexique, en France et aux Etats-Unis, dont le prix Tlacaelel de l’Université du Soleil à Cuernavaca, Morelos, le Laurier d’Or Hispano-Mexicain pour la qualité de son travail et sa trajectoire artistique. Il fut plus tard reconnu par The Romantics of Guadalajara pour sa contribution au monde de l’art, et nommé chevalier dans l’Ordre des Arts et des Lettres et chevalier de la Légion d’Honneur au nom de la France. Au Mexique, le gouvernement de l’État de Jalisco lui remit le Grand Prix de Jalisco et  le Prix Sarquis. Enfin, en 2009, le gouvernement de l’État de Morelos, l’Université de Morelos, la ville de Cuernavaca et la Sociedad Benemerita de Geografia y Estadistica de Mexico lui attribuèrent le titre de Venera de Cuernavaca.   Victor Manuel Contreras, par son approche abstraite et son expression sculpturale, a contribué à offrir au monde une esthétique nouvelle célébrant les idéaux de Liberté et de Justice. 

## Titres et distinctions
- Distinction de la ville de Los Angeles pour son œuvre artistique et son travail (19 février 1988).
- Chevalier de l’Ordre orthodoxe et hospitalier de Saint-Jean de Jérusalem (5 septembre 1998).

- Prix « Tlacaelel » de l’Université du Soleil à Cuernavaca, Morelos (1999).

- Prix du Laurier d’Or Hispano-Mexicain (1999).

- Président fondateur de l’Alliance Française à Cuernavaca (21 mai 2000).

- Chevalier de l’Ordre des Art et des Lettres remis au nom du Ministre Jacques Lange (21 juin 2001).

- Prix de Jalisco remis par le Gouvernement de l’Etat de Jalisco (2003).

- Prix Sarquis remis par le Gouvernement de Guadalajara (2005).

- Chevalier de l’Ordre de la Légion d’Honneur remis au nom du Président Jacques Chirac (25 juillet 2005).

- Distinction du Gouvernement de Cuernavaca, pour « Respect et Honneur » (16 aout 2006).

- Médaille du mérite « Benito Juarez » (23 avril 2009).

- Prix Vincente Guerrero, par l’Etat de Guerrero (20 mars 2009).

- Chevalier de l’Ordre Caballero Aguila (octobre 2010).

- Chevalier de la Légion d’Honneur du Mexique (10 octobre 2014).

- Nomination par l’Université Internationale (UNINTER) « Docteur Honoris Causa » (25 avril 2015).

- Distinction de l’Institut mexicain des Sciences humaines (13 février 2016).

- Distinction pour sa contribution artistique par le Président de l’UNESCO WFUCA (7 juillet 2017).